# Olivier Sichel
Pour les articles homonymes, voir Sichel.
Olivier Sichel, né le 30 avril 1967 à Strasbourg, est un administrateur de société français. Il est directeur général délégué de la Caisse des Dépôts depuis 2017 et directeur général par intérim depuis 2024, ainsi que directeur de la Banque des territoires depuis 2018.

## Études et début de carrière
Diplômé de l'ESSEC en 1989 puis de l'IEP Paris & Licence de droit à Paris II en 1990, Olivier Sichel est admis à l'École nationale d’administration dont il sort inspecteur des finances en 1994.
Il occupe la fonction d'inspecteur des finances jusqu'en 1998.

## Orange et développement de l'Internet en France
En 1998, il rejoint France Télécom en tant que directeur d'agence. Au sein du même groupe, il devient PDG d'Alapage.com, librairie en ligne, en septembre 2000.
En novembre 2002, il est nommé PDG de Wanadoo ; il redresse Wanadoo au Royaume-Uni, en Espagne et aux Pays-Bas et développe l'activité internet de PagesJaunes. Au moment du retrait de la cote en avril 2004, Wanadoo a doublé sa rentabilité et sa valeur est de 13 milliards de dollars.
Olivier Sichel conduit ensuite la réintégration de Wanadoo au sein du groupe France Telecom, alors présidé par Thierry Breton, en prenant la responsabilité de la division « fixe et internet » représentant plus de 10 milliards d'euros de chiffre d'affaires. Il effectue la fusion entre les équipes du téléphone fixe et de Wanadoo dans toute l'Europe. France Telecom passe de la 9e place mondiale dans l'ADSL à la deuxième place mondiale. Il est à l'origine du lancement de la Livebox et de la VoIP.

## Passage par le capital-risque
En novembre 2006, il rejoint la société de capital-risque Sofinnova Partners, en tant que partenaire. Il a financé au Royaume-Uni Taptu (en) et Mydeco (société créée par Brent Hoberman (en), le fondateur de Lastminute.com) et BlueKiwi, société fondée par Carlos Diaz et vendue à Atos en 2012. Il a investi dans Solutions30 coté à la bourse de Francfort et Twenga en France et dans la société Odoo, en Belgique. Il siège au conseil d’administration de ASSIA (en), société créée par John Cioffi, basée à Redwood City, le leader mondial des solutions d’optimisation du haut débit, et au conseil de surveillance d’Inside Secure (de 2012 à 2016), qui opère dans la sécurité et le paiement mobile, devenu Verimatrix en juillet 2019.

## LeGuide.com
Olivier Sichel a été nommé PDG de LeGuide.com Group le 16 juillet 2012, à la suite du rachat de cette société par le groupe Lagardère,. En mai 2014, il officialise le lancement d'une start-up de shopping social incubée au sein du groupe LeGuide.com dont la technologie est basée sur la similarité d'image.
Lorsqu'il est à la tête de cette société, il attaque Google Shopping pour abus de position dominante.

## Groupe Caisse des Dépôts et création de la Banque des Territoires
En décembre 2017, Olivier Sichel est nommé directeur général adjoint de la Caisse des Dépôts, chargé de piloter la revue stratégique des filiales et participations financières de la Caisse des Dépôts.
En mai 2018, il prend la tête de la Banque des territoires, nouvelle direction de la Caisse des Dépôts regroupant tous les leviers des développements des territoires de l’établissement public : le prêt, l’investissement, les moyens bancaires, ainsi que la filiale de conseil stratégique SCET et l’opérateur de logement social, CDC Habitat.
Il crée fin 2018 à la Caisse des Dépôts le comité CDC2, qui réunit de nombreuses personnalités du monde numérique dont, Marie-Christine Levet, Gilles Babinet, Yann Algan ou encore Fabienne Billat.
En 2019, il organise les premières rencontres du programme Action cœur de ville, plan gouvernemental de revitalisation des centres-villes, cofinancé par la Banque des Territoires.
En mars 2020, il est nommé directeur général délégué de la Caisse des dépôts et consignations (CDC). Il démissionne de la fonction publique le 1er janvier 2024 avant d'être réembauché le même jour par son supérieur et directeur de la caisse, Éric Lombard, sous un contrat de droit privé, avec un salaire inchangé mais avec de nombreux avantages complémentaires, notamment des indemnités importantes en cas de rupture de contrat. Quand Lombard est nommé ministre de l'Économie et des Finances, Sichel assure les fonctions de directeur général par intérim de la CDC le 24 décembre 2024. En mai 2025, le président Macron propose de confirmer Olivier Sichel à ce poste, une décision qui est approuvée par le sénat et l'assemblée nationale'.

## Autres activités

### Lutte contre les GAFAM
Pour l'aider dans ce combat politique précurseur contre le monopole des GAFAM, il crée en 2015 le premier think-tank consacré aux enjeux de souveraineté numérique « Digital New Deal Foundation», dont il est le président du Conseil d'administration.
Il obtiendra gain de cause grâce à Margrethe Vestager en 2017 avec l'amende historique de 2,42 milliards d'euros pour violation des règles de concurrence "Google a abusé de sa position dominante sur le marché des moteurs de recherche, en conférant un avantage illégal à un autre de ses produits : son service de comparaison de prix."
Il a également été le cofondateur en mai 2014 de l'Open Internet Project association rassemblant plus de 500 sociétés actives dans le web européen pour garantir la neutralité de l’internet, et notamment dans la recherche[réf. nécessaire].

### Rapport pour une réhabilitation énergétique
Le 17 mars 2021, il remet à la ministre du Logement, Emmanuelle Wargon, son Rapport pour une réhabilitation massive, simple et inclusive des logements privés. La mission initiale confiée à Olivier Sichel vise à faire des propositions simples et efficaces en vue de la rénovation énergétique des logements français, à commencer par les passoires thermiques. Dans un document de plus de cent trente-quatre pages, Olivier Sichel et son équipe proposent de créer des « accompagnateurs rénov' », une plate-forme numérique pour le suivi des opérations ainsi que divers dispositifs financiers pour favoriser la réalisation des travaux, comme le « prêt avance rénovation » lancé le 2 février 2022.

## Publications
- L'Échiquier numérique américain, quelle place pour l'Europe ?[27].
- Économie politique contemporaine
- État des lieux du numérique en Europe[28]
- Rapport pour une réhabilitation massive, simple et inclusive des logements privés, 2021[22]

## Décoration
- Chevalier de la Légion d'honneur (2022)[29].